# Kamila Rolón
Kamila Rolón   (5 de juny de 1994) és una jugadora d'handbol paraguaiana, internacional amb la selecció paraguaiana. Juga com a lateral. A nivell de clubs ha jugat amb el Deportivo San José, Cerro Porteño, Balonmano Gijón i Handbol Ribes, entre d'altres.